# Flavius Dalmatius
Flavius Julius Dalmatius také známý jako Dalmatius cenzor (3. století? – 337 Konstantinopol) byl římský konzul a cenzor, člen konstantinské dynastie, která vládla Římské říši na počátku 4. století.

## Životopis
Byl synem Constantia I. Chlora a císařovny Flavie Maximiany Theodory, zároveň byl otcem caesara Flavia Dalmatia a Flavia Hannibaliana. Jeho starším nevlastním bratrem byl římský císař Konstantin I. Veliký.
Dalmatius vyrostl v Toulouse, v Galii, stejně jako jeho synové. V roce 320 se vrátil ke dvoru svého nevlastního bratra Konstantina do Konstantinopole, kde byl jmenován cenzorem a konzulem pro roky 333-334. Ve své funkci zodpovídal za bezpečnost východní hranice v Antiochii. V tomto období musel soudit Atanáše Alexandrijského, významného odpůrce ariánství, obviněného z vraždy.
V letech 333 a 334 potlačil vzpouru uzurpátora Calocaera na Kypru. V roce 335 římští vojáci pod jeho velením osvobodili Atanáše Alexandrijského před jistou smrtí z rukou jeho nepřátel na koncilu v Týru.
On a jeho dva synové, kteří si mohli nárokovat císařský titul, byli popraveni během velké čistky, která následovala po smrti Konstantina I. v květnu 337.